# 骆却勃门
骆却勃门（Latrobe Gate，又称华盛顿海军工厂正门）是华盛顿海军工厂的古老门楼，该工厂位于华盛顿哥伦比亚特区东南部。骆却勃门始建于1806年，又在1881年作了大幅改变，作为通往美国海军最早海岸设施的礼仪之门，它是兼具希腊复兴风格和意大利风格的建筑典范。